# Porażenie kleszczowe
Porażenie kleszczowe (łac. paralysis ixodica) – jedna z chorób odkleszczowych, spowodowana przez działanie toksyny zawartej w ślinie kleszczy, wprowadzonej do organizmu żywiciela po ukąszeniu. Objawami są początkowo bóle głowy, złe samopoczucie i wymioty, później następuje porażenie postępujące od nóg w górę ciała. Choroba może doprowadzić do śmierci. Po usunięciu kleszcza objawy ustępują w ciągu kilku dni, zazwyczaj jednak poprawa stanu zdrowia jest bardzo szybka i zdecydowana.